# 伊沼村
伊沼村（いぬまむら）は山梨県南巨摩郡にあった村。現在の身延町伊沼にあたる。

## 地理
- 河川：富士川

## 歴史
- 1889年（明治22年）7月1日 - 町村制の施行により、近世以来の伊沼村が単独で自治体を形成。
- 1933年（昭和8年）7月1日 - 八日市場村・飯富村と合併して原村が発足。同日伊沼村廃止。

## 交通

### 道路
- 身延道（現・国道52号）